# Hawker Hector
Гоукер Гектор (англ. Hawker Hector) — британський літак зв'язку, що перебував на озброєнні Королівських ВПС Великої Британії в міжвоєнний період. Літак розроблявся на базі легкого бомбардувальника Hawker Hart для заміни Hawker Audax в військах передньої лінії.

## Історія
Від самого початку Hawker Aircraft експериментували з встановленням різних двигунів на успішний Hawker Hart, в тому числі новий потужний Napier Dagger, тому коли армії знадобився новий швидший літак зв'язку замість Hawker Audax найпростішим рішенням здавалось просто встановити на нього цей новий двигун. Проте через більшу висоту і масу двигуна новий літак мав значно більше відмінностей від оригінального «Гарта» ніж будь-яка його інша модифікація. Зокрема ніс літака було повністю перероблено і для збереження центру ваги верхнє було випрямлене, але в іншому літак повторював «Одакс».
Перший серійний «Гектор» здійнявся в повітря 14 лютого 1936 року, а до травня розмір замовлення склав 178 одиниць. Тоді ж завдання на виробництво цих літаків було передано компанії Westland Aircraft, яка завершила замовлення наступного року.
В лютому 1937 року «Гектори» надійшли до 4-ї ескадрильї, з часом ставши на озброєння семи ескадрилей. В 1938-39 роках вони почали замінятись на Westland Lysander і були переведені в резервні ескадрильї. 6 «Гекторів» з 603-ї резервної ескадрильї навіть атакували німецькі війська біля Кале, але втрата двох літаків без жодних помітних успіхів показали застарілість літака. «Гектори» були переведені в буксири планерів, де вони прослужили ще до 1942 року.

## Тактико-технічні характеристики
Дані з Consice Guide to British Aircraft of World War II

### Технічні характеристики
- Екіпаж: 2 особи
- Довжина: 9,09 м
- Висота: 3,17 м
- Розмах крила: 11,26 м
- Площа крила: 32,14 м²
- Маса порожнього: 1537 кг
- Максимальна злітна маса: 2227 кг
- Двигун: Napier Dagger III MS-H
- Потужність: 805 к. с. (600 кВт.)

### Льотні характеристики
- Максимальна швидкість: 301 км/год (на висоті 1980 м.)
- Практична стеля: 7315 м
- Час польоту: 2 год 25 хв

### Озброєння
- Кулеметне:
  - 1 × 7,7-мм курсовий кулемет Vickers
  - 1 × 7,7-мм кулемет Lewis в кабіні стрільця
- Підвісне:
  - 2 × 51 кг бомб
  - 2 × підвісні контейнери